# Liechtenstein en los Juegos Olímpicos de Innsbruck 1976
Liechtenstein estuvo representado en los Juegos Olímpicos de Innsbruck 1976 por un total de 9 deportistas que compitieron en 3 deportes.  
La portadora de la bandera en la ceremonia de apertura fue la esquiadora alpina Ursula Konzett.

## Medallistas
El equipo olímpico de Liechtenstein obtuvo las siguientes medallas:
| Nombre         | Deporte      | Competición |
| -------------- | ------------ | ----------- |
| Oro            |              |             |
| —              |              |             |
| Plata          |              |             |
| —              |              |             |
| Bronce         |              |             |
| Hanni Wenzel   | Esquí alpino | Eslalon F   |
| Willi Frommelt | Esquí alpino | Eslalon M   |